# Casa a la plaça Porxada, 11 (Granollers)
La Casa a la plaça Porxada, 11 és una obra de Granollers (Vallès Oriental) protegida com a Bé Cultural d'Interès Local.

## Descripció
Es tracta d'un habitatge entre mitgeres situat al centre del nucli històric, davant de la porxada. Consta de planta baixa i tres plantes amb coberta de teula àrab a dues vessants. La façana està composta simètricament segons dos eixos, hi destaquen quatre medallons de llargues cintes verticals que emmarquen els buits de la darrera planta, els dos centrals el buit de forma arronyonada partit per tres muntants d'obra i, enllacen amb la llinda de la segona planta. També hi destaquen les dues impostes de doble filet i ceràmica blava de dibuixos geomètrics que enllacen el terç superior dels buits de les dues plantes pis. A les llindes i medallons hi ha botons ceràmics de color marró.
És l'únic edifici de l'arquitecte Raspall que està signat, és a dir: apareix el nom de Raspall en baix relleu amb grafia modernista.